# Crooked Tree Wildlife Sanctuary
Crooked Tree Wild Life Sanctuary (CTWS) ist ein Naturschutzgebiet in Belize. Es gilt als Feuchtgebiet von Internationaler Bedeutung. Es wurde am 22. April 1998 unter der Ramsar-Konvention zu Feuchtgebieten als Habitat für Wasservögel ausgewiesen. Während der Trockenzeit in Belize finden tausende standorttreue Vögel und Zugvögel Zuflucht in den Lagunen. Das Schutzgebiet umfasst 16.400 acre (66,368 km²) mit Lagunen, Flüssen, Sumpfwäldern, Hartlaubwäldern und Belize-Kiefernwäldern. In dem Gebiet leben hunderte Tierarten. Geschützt werden unter anderen auch weltweit bedrohte Arten wie Tabascoschildkröte (Hicatee, Dermatemys mawii), Mexikanische Brüllaffen und Gelbkopfamazone.
Der Jabiru ist die bekannteste Vogelart von Crooked Tree. In Belize besteht die größte Nist-Population dieser großen Störche in Zentralamerika. Die Jabirus treffen im November ein um in den Kiefernwäldern des Tieflands zu nisten. Im Schutzgebiet sind mehrere Jabiru-Paare nachgewiesen. Nach dem Flüggewerden der Jungen, im April und Mai, versammeln sich die Vögel aus den nördlichen und zentralen Regionen von Belize an den Crooked Tree Lagoons. Wenn die Regenzeit beginnt ziehen die Vögel weiter und kehren im November zurück.

## Geographie
Das Crooked Tree Wildlife Sanctuary erstreckt sich über die Feuchtgebiete entlang des Phillip Goldson Highway (Northern Highway), etwa auf halber Strecke zwischen Belize City und Orange Walk. Das Gebiet besteht hauptsächlich aus Tiefland-Feuchtgebieten und unter anderem Flussschleifen des Belize Rivers.

## GeschichtE
Im März 1972 kam Dr. Alexander Sprunt IV, der Vorsitzende des U.S. National Audubon Society Field Office auf Bitten der Belize Audubon Society und mit Zustimmung der Regierung nach Crooked Tree um Vorschläge für die Gestaltung eines Wasservogelreservats auszuarbeiten. Im Juli gab er seinen Bericht ab. Das wichtigste Ziel war dabei der Schutz der Jabiru-Population, welches auch von der Belize Audubon Society besonders gefördert wurde. 1973 wurde der Jabiru in die Liste der geschützten Tierarten von Belize aufgenommen. Crooked Tree Wildlife Sanctuary wurde als erstes Wildlife Sanctuary von der Regierung von Belize am 8. Dezember 1984 veröffentlicht.
Am 22. August 1998 wurde Crooked Tree Wildlife Sanctuary als erste Ramsar Site von Belize ausgewiesen, basierend auf der Bedeutung des Feuchtgebietes für Wasservögel.